# Ace Alzheimer Center Barcelona

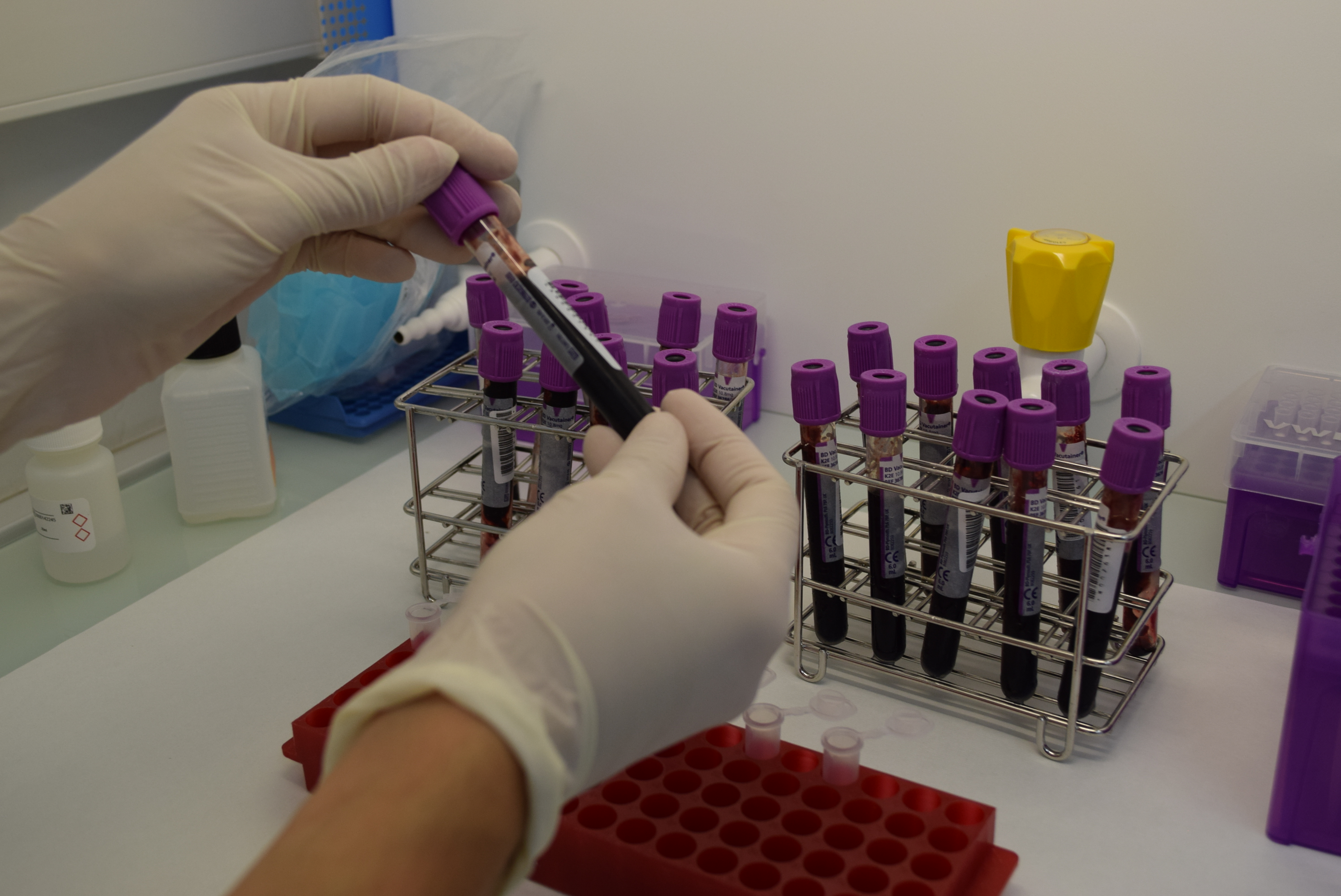
Lloc: Unitat de Recerca de Fundació ACE.

Ace Alzheimer Center Barcelona és una entitat privada, sense ànim de lucre, dedicada al diagnòstic, tractament, recerca i ajuda a les persones amb la malaltia d'Alzheimer o altres demències. Va ser fundada l'any 1995 pel psicòleg Lluís Tàrraga i la neuròloga Mercè Boada i Rovira.
Ace Alzheimer Center, junt el holding farmacèutic Grifols, van acordar impulsar un centre on aplicar el programa clínic Àmbar.